# Joerg Weber (Architekt)
Joerg Weber (* 1950 in Augsburg) ist ein österreichisch-deutscher Architekt und Hochschullehrer. Sein Arbeitsschwerpunkt liegt im Städtebau sowie in öffentlichen Bauaufgaben.

## Leben
Weber ist in Hall in Tirol aufgewachsen. Er studierte Architektur an der TU München und an der University of California in Berkeley. Als junger Architekt arbeitete er bei Franz Riepl in München und im Büro MLTW  (Moore Lyndon Turnbull Withaker) in San Francisco.
Seit 1981 führt er zusammen mit Maya Reiner ein Architekturbüro in München. In der Öffentlichkeit wurden Maya Reiner + Joerg Weber Architekten und Stadtplaner, München bekannt, als ihr städtebaulicher Entwurf 1996 dem Bau der neuen Messestadt Riem in München zugrunde gelegt wurde.
Vom Jahr 2000 bis 2016 lehrte Joerg Weber als Professor für Entwerfen, Städtebau und Gebäudelehre an der Hochschule für angewandte Wissenschaften München.

## Werke
Architektur
- 2004–2008: Wohnanlage WA4 – Messestadt Riem, München
- 2004–2007: Neubau Kinder-Kooperations-Einrichtung Platz der Menschenrechte – Messestadt Riem, München
- 2000–2007: Kinderkrippe Thuisbrunner Straße – Aubing, München
- 2004–2006: Neubau Altenservicezentrum – Messestadt Riem, München
- 2000–2003: Wichern Zentrum, Neubau Private Schule zur Erziehungshilfe, HPT, SVE – Hasenbergl, München
- 2000–2003: Prinzregentenstadion München, Sanierung Freibad und Restaurantgebäude, Neubau Hauptgebäude für die Stadtwerke München – Bogenhausen, München
- 2001–2003: Wohnanlage WA7 – Messestadt Riem, München
- 1997–2002: Wohnanlage WA7 – Messestadt Riem, München
- 1996–1999: Wohnanlage Friedenspromenade – Trudering, München
- 1990–1997: Lukaneum München, Neubau Psycho-soziales Beratungszentrum, Heilpädagogische Kindertagesstätte – Hasenbergl, München
- 1994–1997: Bürgerhaus Burghausen, Neubau Veranstaltungssäle, Gastronomie – Stadt Burghausen
- 1993–1997: Wohnanlage Osterwaldstrasse – München
- 1990–1993: Kirchliches Gemeindezentrum Selb, Neubau 1. BA – Kindergarten, Kinderhort der Evang.Luth. Kirchengemeinde – Selb
- 1989–1993: Friedenskirche Wartenberg, Neubau Kirche, Gemeindezentrum der Evang.-Luth. Kirchengemeinde – Wartenberg
- 1988–1990: Kindergarten Eschenau, Neubau für die Evang.Luth. Kirchengemeinde – Eschenau
- 1988–1991: Schweizerplatz, Neubau Busbahnhof und Platzgestaltung – Fürstenried West, München

Städtebau
- 1994–2005: Messestadt Riem, Bauleitplanung, 50 – 240 ha – München
- 2000–2002: Kirchenstrasse, Städtebauliche Rahmenplanung, 7 ha – München
- 1996–2001: Nördlich und südlich der Bahnlinie, Bauleitplanung 12 ha – Gemeinde Eching
- 1993–2000: Friedenspromenade, Bauleitplanung 20 ha – München